# Червоный Яр (Измаильский район)
Червоный Яр (укр. Червоний Яр) — село в Килийской городской общине Измаильского района Одесской области Украины.
Население по переписи 2001 года составляло 805 человек. Почтовый индекс — 68322. Телефонный код — 4843. Занимает площадь 1,08 км². Код КОАТУУ — 5122385601.

## История
На территории и в окрестностях Червоного Яра археологи обнаружили остатки поселений эпохи мезолита (13—8 тыс. лет тому назад), Черняховской культуры (III—V вв. н. э.).
Основано село в 1807 году. Называлось оно до 1945 года «Китай», по названию озера на берегах которого расположено.
Жители села принимали активное участие в Татарбунарском восстании 1924 года. В период Великой Отечественной войны 142 жителя села с оружием в руках защищали Родину; 54 из них погибли. 86 человек за боевые заслуги удостоены боевых наград. В память о них сооружены два памятника — участникам Татарбунарского восстания и советским воинам — выходцам из села, погибшим в боях против фашистских оккупантов.
В 1945 г. Указом ПВС УССР село Китай переименовано в Червоный Яр.

## Население и национальный состав
По данным переписи населения Украины 2001 года распределение населения по национальному составу было следующим (в % от общей численности населения):
По Червоноярскому сельскому совету: общее количество жителей — 806 чел., из них украинцев — 28 чел. (3,47 %); русские — 15 чел. (1,86 %); молдаване — 757 чел. (93,92 %); болгар — 6 чел. (0,74 %); гагаузов — 1 чел. (0,12 %).
По данным переписи населения Украины 2001 года распределение населения по родному языку было следующим (в % от общей численности населения):
По Червоноярскому сельскому совету: украинский — 7,95 %; русский — 4,72 %; болгарский — 0,50 %; гагаузский — 0,12 %; молдавский — 86,58 %.